# Solenopsis invicta

Obreras

La hormiga roja de fuego (hormiga colorada en Argentina) (Solenopsis invicta)  es una de las más de doscientas ochenta especies del extenso género de hormigas Solenopsis. Aunque S. invicta sea originaria de Sudamérica, se ha convertido en una plaga en el sur de los Estados Unidos, Australia, Taiwán, Filipinas y el sur de la provincia china Guangdong. También hay informes de colonias en Macao, antiguo enclave portugués que linda con la provincia de Guangdong. Solenopsis invicta es conocida por tener una fuerte, dolorosa y persistentemente irritante picadura que a menudo deja una pústula en la piel.
En los años 1930, algunas colonias fueron introducidas casualmente en los Estados Unidos a través del puerto de Mobile (Alabama). Buques mercantes de Brasil atracados en Mobile descargaron mercancías infestadas con las hormigas. Estas se extendieron desde entonces desde Alabama a casi cada estado del Sur estadounidense, desde Texas hasta Maryland. Desde los años 1990, se han reportado infestaciones en California y en Nuevo México, aunque probablemente se han propagado vía barcos o aviones (no por tierra) en el caso de California.
De forma similar, las hormigas llegaron también de forma accidental a Australia en el año 2001. En el 2005 fueron detectadas en varias localidades de México (Nuevo Laredo y Matamoros), en la frontera con Texas, Estados Unidos. En 2023 se han detectado múltiples nidos establecidos por primera vez en Europa, en concreto en la región de Siracusa, Sicilia. Está incluida en la lista 100 de las especies exóticas invasoras más dañinas del mundo de la Unión Internacional para la Conservación de la Naturaleza.

## Descripción

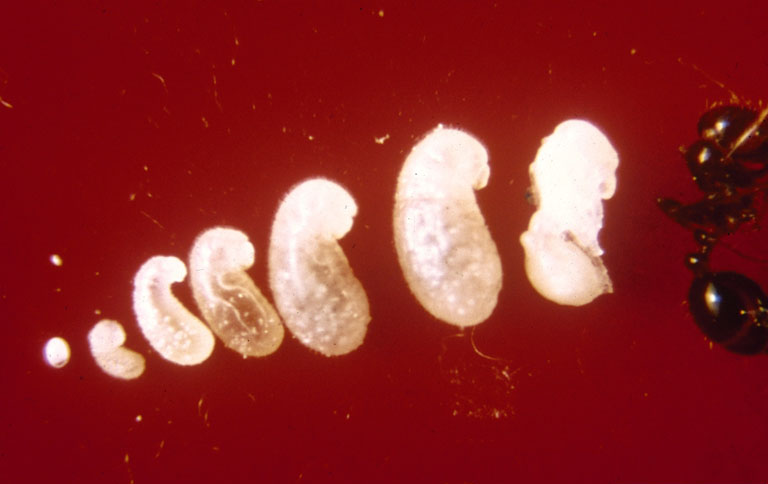
Larvas de varios estadios

S. invicta es más agresiva que la mayoría de las especies de hormigas nativas de Norteamérica y tiene una dolorosa picadura. Generalmente una persona se encuentra con ellas pisando por descuido uno de sus montículos, lo que hace que las hormigas suban por las piernas de la persona, atacando en masa. Las hormigas responden a feromonas que son liberadas por la primera hormiga en atacar. Entonces pican a la vez, a menudo causando la muerte de animales pequeños sobrecargando su sistema inmunológico.
S. invicta está siempre en movimiento, a menudo viajando de una zona a otra en césped, cepellones de viveros y otros productos agrícolas. Son una plaga para el hombre, no solo por el dolor físico que pueden infligir, sino porque la construcción de los montículos de sus hormigueros puede dañar las raíces de las plantas, con la consiguiente pérdida de cosechas, e interferir en los cultivos mecanizados. Es bastante común que varios montículos de S. invicta aparezcan repentinamente en un jardín suburbano o en el campo de un agricultor, aparentemente durante la noche.
Sus picaduras raramente constituyen una amenaza para la vida de las personas y de animales grandes, aunque han causado al menos la muerte de ochenta personas debido a un shock anafiláctico por alergia a su picadura. Sin embargo, a menudo matan a pequeños animales como las aves o incluso pequeños terneros recién nacidos si no se ponen de pie lo suficientemente rápido. La picadura de S. invicta contiene un veneno que contiene un alcaloide natural que muestra una potente actividad necrotóxica y que causa tanto el dolor como la formación de pústulas blancas que aparecen un día después de la picadura. El resto del veneno contiene una solución acuosa de proteínas, péptidos, y otras pequeñas moléculas que producen la reacción alérgica en individuos hipersensibles.
Son unas hormigas muy resistentes y se han adaptado para sobrevivir tanto con inundaciones como con condiciones de sequía. Si las hormigas perciben un aumento en el nivel del agua en sus colonias, se unirán para formar una pelota enorme o una balsa que es capaz de flotar en el agua, con las obreras en el exterior y la reina en su interior. Una vez que la pelota golpea un árbol u otro objeto inmóvil, las hormigas se suben a él y esperan a que el nivel del agua retroceda. Para sobrevivir en condiciones de sequía, la estructura de sus colonias contiene una red de túneles de recolección subterráneos que se extienden bajo la capa freática. También, a pesar de que no hibernan durante el invierno, las colonias pueden sobrevivir en condiciones frías a temperaturas de hasta 9 °C.
Actualmente en los Estados Unidos S. invicta puede ser controlada, pero no erradicada. Hay disponibles varios productos que pueden usarse montículo a montículo para destruir colonias de hormigas cuando aparecen. Con estos productos lo que se pretende es alcanzar y matar a las reinas, que pueden encontrarse hasta a 2 m de profundidad, aunque algunas reinas pueden simplemente trasladarse a poca distancia y rápidamente restablecer la colonia. Sin embargo, durante los últimos años esta técnica fracasó en su intento de controlar el crecimiento de las colonias. Los científicos descubrieron entonces que una adaptación de esta especie tuvo como consecuencia que muchas colonias tuvieran varias reinas en montículos a lo largo de un área extensa.
S. invicta fue el primer caso claro descubierto de la teoría del gen egoísta, según la cual la selección natural puede favorecer el comportamiento altruista.

Distribución nativa de S. invicta

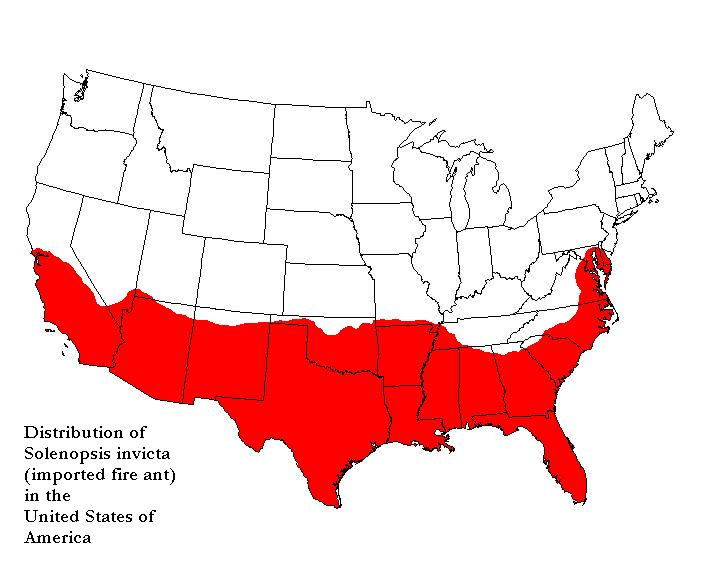
Distribución potencial de S. invicta en los Estados Unidos.

## Distribución
Esta especie es originaria de Argentina, Brasil, Uruguay y Paraguay, hasta los 33° latitud sur, los 64° longitud oeste y los 1100 m s. n. m. No se la ha encontrado en Bolivia.
En sus países nativos cuenta con depredadores naturales que controlan su expansión. Sin embargo la especie fue introducida en varios lugares del mundo, como Nueva Zelanda, Australia, Taiwán, Filipinas o China, pero especialmente en el sur de Estados Unidos, donde al carecer de enemigos naturales se extendió con rapidez causando grandes daños, y está calificada como una de las especies invasoras más dañinas del mundo. Recientemente se ha detectado el establecimiento de esta especie en Europa, concretamente en Sicilia, Italia. S. invicta compite con éxito contra otras hormigas locales, ampliando su rango de distribución, especialmente en los Estados Unidos, donde se han extendido gradualmente por el norte y el oeste, a pesar de los intensos esfuerzos para detenerlas o eliminarlas. Actualmente se las puede encontrar en la mayor parte de los estados del sur: Alabama, Arkansas, Florida, Georgia, Luisiana, Maryland, Misisipi, Carolina del Norte, Oklahoma, Carolina del Sur, Tennessee, Texas y Virginia. El Ministerio de Agricultura estadounidense también incluye como infestado un condado de Nuevo México otro de California y toda la isla de Puerto Rico. Además, hay informes de hormigas S. invicta en el área de San Francisco.

## Morfología
Véase también: morfología de las hormigas
S. invicta cuenta tanto con peciolo como con postpeciolo, pertenecen por tanto al grupo de hormigas que tienen dos prominencias entre el tórax y abdomen. Las obreras tienen diez segmentos de antena que terminan con un abultamiento. A menudo es difícil distinguirlas de otras especies del género, como S. richteri, o de híbridos entre las dos especies, lo que dificulta su control como plaga. Una identificación válida se puede realizar utilizando cromatografía líquida de alta eficacia para distinguir diferencias en los hidrocarburos cuticulares.

## Especie invasora
Debido a su potencial colonizador y constituir una amenaza grave para las especies autóctonas, los hábitats o los ecosistemas, la especie Solenopsis invicta ha sido incluida en el Catálogo Español de Especies Exóticas Invasoras, regulado por el Real Decreto 630/2013, de 2 de agosto, estando prohibida en España su introducción en el medio natural, posesión, transporte, tráfico y comercio.